# 詰キスト
詰キスト（つめきすと）とは詰将棋を創作する人物、通称詰将棋作家を簡略化したものである。
また、鑑賞・解答をする人物にも使われる場合がある。

## 概説
詰将棋とは将棋のルールを用いたパズルの名前で、一般に相手の玉将を詰めるものとなっている。
家元による献上図式の伝統が途絶えた江戸時代後期の詰将棋界では、200局の作品集を遺した桑原君仲を最後に見るべき作品が登場することもなく、明治時代に入っても不毛の時代が続いたが、大正時代末期になり発刊された『将棋月報』が詰将棋の復活の契機となったとされている。当時の代表的な詰将棋作家としては酒井桂史、丸山正為、塚田正夫、杉本兼秋、里見義周、田辺重信、山田芳久、今田正一、有馬康晴（有馬頼寧の次男）の名が挙げられるが、塚田以外はアマチュアであり、アマチュア作家が本流となった点が江戸期との相違点と指摘されている。『将棋月報』は昭和19年に廃刊となったが、その同人が戦後になり『詰将棋パラダイス』を発刊し、『近代将棋』『風ぐるま』『詰棋界』など詰将棋作家の活躍の舞台は増加し現代詰将棋界の興隆の原動力となった。

## 代表的な詰キスト
- 黒川一郎
- 七條兼三（秋葉原ラジオ会館創業者）
- 駒場和男
- 大塚敏男
- 山田修司
- 柏川悦夫
- 岡田敏
- 酒井克彦
- 田中至
- 上田吉一
- 若島正
- 山本昭一
- 山崎隆
- 森長宏明
- 柳田明
- 伊藤正
- 藤本和
- 添川公司
- 橋本孝治（ミクロコスモス創作）
- 相馬康幸
- 田島秀男
- 相馬慎一
- 加藤徹